# Parafia św. Apostołów Piotra i Pawła w Trzciannem
Parafia pw. św. Apostołów Piotra i Pawła w Trzciannem – rzymskokatolicka parafia należąca do dekanatu Mońki, archidiecezji białostockiej, metropolii białostockiej.

## Historia parafii
Kościół trzciański był zbudowany przez pierwszych osadników przed rokiem 1496, co wynika z akt fundacji parafii przez księcia litewskiego Aleksandra Jagiellończyka, brata św. Kazimierza. Pierwszym proboszczem parafii, od roku 1496, był Bartłomiej Molokin.
Kolejne kościoły wybudowano w: 1614 – ks.Sewerin Jezewski, 1746 – ks. Melchior Cimski, 1846 – ks, Walicki. Obecny murowany kościół jest czwartą świątynią. Kościół konsekrował w 1860 r. biskup wileński Adam Krasiński. 

## Miejsca kultu
Kościół parafialny
- Kościół pw. Świętych Apostołów Piotra i Pawła w Trzciannem

Kościoły filialne i kaplice
- Kaplica pw. św. Stanisława BM w Bajkach Starych

Cmentarz parafialny
Na terenie parafii znajduje się cmentarz grzebalny założony w XVI wieku o powierzchni 3,5 ha w odległości 0,5 km od kościoła.

## Obszar parafii
W granicach parafii znajdują się miejscowości: 

- Bajki Zalesie,
- Boguszki,
- kol.Boguszewo,
- Chojnowo,
- Krynice,
- Masie,
- Mejły,
- Milewo,
- Mroczki,
- Niewiarowo,
- Nowa Wieś,
- Pisanki,
- Stare Bajki,
- Szorce,
- Trzcianne,
- Wyszowate,
- Zubole
- Zucielec

Zmiany administracyjne
W latach 20. XX w. przekazano wsie do nowo powstających parafii:
dla parafii MB Częstochowskiej i św. Kazimierza w Mońkach:
- Dziękonie,
- Kołodzież,
- Konopczyn,
- Kuczyn,
- Magnusze,
- Rusaki,
- Moniuszeczki,
- Przytulanka,

Sikory, Wojszki 
- Kulesze,
- Kiślak
- Wilamówka